# Daleki lov
Daleki lov (tal. La caccia lontana), komorna je opera hrvatsko-talijanskog skladatelja Antonia Smareglie koja tematizira zabranjenu ljubav paža i gospodarice. Desetljećima zaboravljenu, operu je otkrila mezzosopranistica Sofija Cingula te praizvela 2019. u Puli. Ubrzo nakon otkrića, opera je izvedena i na prestižnom opernom festivalu »Opera u Gradu« (engl. Opera in the City) u kazalištu »Bridewell« u londonskom Cityu.
Opera je Smareglijin studentski rad iz 1879.